# Laguna de Brus
La laguna de Brus (Cartina o  de Guineo), es una laguna ubicada sobre la costa de Honduras. La laguna abarca 116 km² y se encuentra en el litoral del mar Caribe, en el delta del río Sigre al este del cabo Camarón, el Patuca además forma en la misma zona la laguna de Caratasca. La laguna de Brus está conectada con el mar, y solo es definida por un banco de arena.
La zona es un importante humedales. En proximidades de la laguna se encuentra el poblado de Iriona. Sobre la costa este se asienta la ciudad de Barra Patuca. La laguna se encuentra contenida en la reserva de la biósfera del Río Plátano.
Entre las especies de aves que moran la laguna se cuentan: el pato negro (Cairina moschata), el pato media luna (Anas discors),  el pato aguja (Anhinga anhinga) y el cormorán neotropical (Phalacrocorax brasilianus) En la laguna ingresan algunos peces marinos para reproducirse, entre ellos se encuentran algunas especies de róbalo Centropomus.